# Lista locurilor presupuse a fi bântuite din România
Următoarea listă cuprinde locuri din România despre care circulă legende urbane și despre care se crede, în popor, că ar fi bântuite. În aceste locuri, numeroase persoane au raportat fenomene considerate paranormale (obiecte ce se mișcă singure, voci, apariții stranii etc.), fapte care, însă, nu au putut fi dovedite din punct de vedere științific.
| Loc                               | Zonă / localitate (din apropiere) | Note |
| --------------------------------- | --------------------------------- | --- |
| Hotel Cișmigiu                    | București                         | Hotelul ar fi bântuit de fantoma unei eleve. În jurul anului 1990, ea ar fi căzut accidental în puțul liftului, murind după 3 ore de agonie. Există povești potrivit cărora din puțul liftului se aud țipete. |
| Pădurea Hoia-Baciu                | Cluj-Napoca                       | Aici au fost observate OZN-uri, umbre, chipuri, iar trecătorii au sentimentul ca sunt urmăriți. |
| Pădurea Radovan                   | Județul Dolj                      | Este considerată ca fiind bântuită de o tânără ce s-a spânzurat aici. Stafia cunoscută și sub numele de „Mireasa de la Radovan” le apare uneori în față conducătorilor auto care trec prin zonă, îmbrăcată în alb, uneori chiar și camerele de filmat surprind silueta vaporoasă a fantomei. |
| Dealul Lunganilor                 | Județul Iași                      | Este bântuit de fantomele ostașilor morți din Primul Război Mondial. |
| Palatul Parlamentului             | București                         | Paznicii spun ca se aud zgomote, deși nu este nimeni înauntru. |
| Foișorul de foc                   | București                         | Există mai multe variante diferite asupra fenomenelor paranormale de aici: potrivit unora, în fiecare zi de 9, la orele 23:30, se aprind lumini; alte legende vorbesc de fantoma unei soții de pompier. |
| Conacul Bellu                     | Urlați                            | Aici se aud zgomote inexplicabile. |
| Conacul Zarifopol                 | Cârligi                           | Se vorbește despre un proprietar care s-a sinucis și care bântuie conacul. Ziua clădirea este normală, spun localnicii, dar noaptea se aud voci, pași, precum și vanturi care "trec" prin ziduri. |
| Castelul Bran                     | Bran                              | Castelul ar fi bântuit de Vlad Țepeș și de unele victime torturate. |
| Liceul Carmen Sylva               | Timișoara                         | Ar fi bântuit de oamenii ce au murit aici în perioada cât clădirea a fost spital pentru bolnavii de ciumă. |
| Castelul Banffy                   | Bonțida                           | În castel au fost făcute poze ce conțin entități neexplicate și au existat martori care susțin că aud voci. |
| Maternitatea veche                | Drobeta-Turnu Severin             | Ar fi bantuita de fantoma Maria, o femeie ce se presupune ca s-a sinucis dupa ce a dat nastere in maternitate unui copil mort. De-a lungul timpului cladirea maternitatii a fost folosita ca si cazarma de razboi mai apoi casa de toleranta. |
| Mănăstirea Chiajna                | București                         | Aici se aud clopote, deși mănăstirea nu le mai are. De asemenea, legenda spune că biserica nu a fost niciodată sfințită. |
| Cazinoul din Constanța            | Constanța                         | Când a început construcția s-au descoperit osemintele soldaților francezi care au murit de holera în timpul Războiului Crimeei. Despre aceștia se spune că ale lor suflete n-au părăsit locul. În timpul Primului Război Mondial exista un spital în edificiu iar zece oameni au fost omorați de schije. Unii spun că locul arată ca un dric. |
| Troița Miresei                    | Găești                            | În anul 1936, Margareta Ștefănescu a murit într-un accident de mașină, chiar în ziua nunții sale. De atunci, în dreptul troiței ridicate în memoria ei, au loc multe accidente, în care mor doar tineri necăsătoriți.Cei ce trec prin zonă spun că văd lângă troiță o femeie îmbrăcată în alb. |
| Pădurea Trivale                   | Pitești                           | 1) Se spune că era o fată căreia îi plăcea de un băiat sărac. Tatăl ei nu era de acord să se căsătorească cu acel băiat, el ar fi vrut s-o căsătorească cu-n moșneag bogat. În ziua nunții ea ar fi fugit cu iubitul său. Tatăl ei i-a prins și l-a omorât prin chinuri pe băiat, în prezența fetei, iar apoi a decapitat-o și pe fată. De atunci se spune că Mireasa fără cap apare noaptea în fața cuplurilor necăsătorite care se plimbă prin pădure, timp de cinci secunde după care dispare. 2) Presa piteșteană scrie că în imobilul demolat în jurul căruia ar fi avut loc sângeroasa legendă ar fi devenit punct de întâlnire pentru desfășurarea unor ritualuri sataniste. 3) O altă legendă, plasată într-o perioadă de timp mult mai recentă, vorbește despre fantoma unei alte mirese moarte care ar bântui acele locuri. Povestea spune că un taximetrist ar fi dus o mireasă la o adresă din apropierea celebrei case bântuite, iar ea i-ar fi lăsat lui, în loc de bani, propria sa verighetă, rugându-l s-o aștepte. Bărbatul ar fi căzut însă într-un somn adânc din care s-ar fi trezit nu în Pădurea Trivale, ci în fața unui bloc de locuințe din cartierul cu același nume, de unde, in urmă cu 10 ani, plecase spre sinucidere o tânără mireasă care și-a pierdut soțul chiar în ziua nunții, într-un accident rutier. Întors la mașină, după aflarea istoriei miresei sinucigașe, ar fi găsit verigheta lăsată gaj de femeia dusă la adresa din pădure, pe un deget aflat în putrefacție. |
| Balta Vrăjitoarelor               | București                         | În Pădurea Boldu-Crețeasca se afla o baltă lângă care se spune că a fost decapitat Vlad Țepeș iar vrăjitoarele se strâng în jurul locului de sărbători. Localnicii au raportat că au văzut fulgere și furtuni care au apărut din senin în zona. Animalele se feresc sa bea apa din baltă. Se spune ca aici prin jurul anilor 1990 a nins în miezul verii în timp ce aveau loc anumite cascadorii. |
| Tomis Nord                        | Constanța                         | Ar fi bântuit de o femeie care a fost decapitată de soțul acesteia care credea că este înșelat. |
| Orfelinatul de pe Strada Franceza | București                         | Patronul Stavrache Hagi-Orman aducea aici copiii străzii, unde aceștia erau ținuti în condiții foarte rele, fără apa și mâncare. Zvonurile spun ca aceștia bântuie locul iar vocile lor pot răsuna și astăzi la miezul nopții:"Vrem apă! Apă!" |
| Parcul Bazilescu                  | București                         | În Teatrul de Vara se aud pași, clopoței, strănuturi, precum și alte sunete. Localnicii vorbesc despre spiritul lui Bazilescu care bântuie locul. |
| Castelul Iulia Hașdeu             | Câmpina                           | În urma morții fiicei sale de tuberculoza, Bogdan Petriceicu Hașdeu a construit clădirea după indicațiile primite de fiica sa, Iulia, în timpul ședințelor de spiritism ca sa faciliteze convorbiri intre cei doi. Noaptea, spiritul Iuliei Hașdeu cântă la pian iar tatăl acesteia se poate auzi aplaudând, precum auzeau localnicii și când acesta era în viață. Altii spun că uneori Hașdeu ieșea la geam și urla ca un lup. |
| Mormintele Urieșilor              | Corjăuți                          | Sătenii descriu locul ca fiind bântuit de sufletele războinicilor nomazi din vechime și spun despre flăcările care ies din mormântul unui copil. |
| Casa Jean Troianos                | Brăila                            | Primul proprietar, Nicolachi Mavrocordulas, un bogat exportator de grâne, și-a ucis soția, Voica, după ce a descoperit că aceasta l-a înșelat și a zidit-o în pereții clădirii. Nicolachi a plecat în Grecia iar casa a fost scoasă la vânzare, însa nimeni nu stătea prea mult în aceasta înainte sa o vândă. Slugile spun ca Voica bântuie imobilul iar localnicii o numesc "Casa cu stafii". În 1985, a fost descoperit un schelet în subsol. |
| Hotel Bristol                     | Brăila                            | În perioada interbelică câteva crime din pasiune s-au petrecut pe coridoarele acestui hotel, care în vremea respectivă funcționa și ca bordel. |
| Casa Gheorghe Vrăbiescu           | Brăila                            | Imobilul a fost construit în anul 1891 de către Gheorghe Vrabiescu. Înainte să moară și-a lăsat toată averea sa Camerei de Comerț și Industriei Brăila. După război, ar fi funcționat în această clădire un comandament sovietic unde erau anchetați și torturați oponenții regimului comunist. |